# Noche en el alma
Noche en el alma (Experiment Perilous) es una película de melodrama estadounidense de 1944 ambientada a principios del siglo XX. La obra está basada en la novela homónima de 1943 de Margaret Carpenter y dirigida por Jacques Tourneur. Albert S. D'Agostino, Jack Okey, Darrell Silvera y Claude E. Carpenter fueron nominados al Premio de la Academia a la mejor dirección de arte y decoración de interiores en blanco y negro. La voz de Hedy Lamarr cantando fue doblada por Paula Raymond.

## Trama
La historia tiene lugar en 1903. Durante un viaje en tren, el psiquiatra Dr. Huntington Bailey (George Brent) conoce a una amigable señora mayor llamada Clarissa Bederaux (Olive Blakeney), quien recurre a él en busca de consuelo durante un aguacero torrencial. El médico logra calmar a Clarissa y así ganarse su confianza.  Al día siguiente, Clarissa invita al médico y le dice que se dirige a la ciudad de Nueva York para visitar a su hermano menor Nick, a quien crio, y a su joven esposa Allida, así como a su hijo, después de una estancia de cinco años en un sanatorio por motivos de salud. Escribió sus experiencias con Nick y las guardó en una carpeta que le da a Bailey. 
Cuando llega a Nueva York, el psiquiatra se entera a través de su viejo amigo Clag de Allida Bederaux, cuyo retrato, realizado por un tal Maitland, se encuentra colgado en un museo. Al mirar la pintura, Bailey queda abrumado por su belleza y acepta la invitación de Clag para acompañarlo en una visita inaugural a la casa Bederaux. También se entera de que su compañera de tren murió repentinamente mientras visitaba a su hermano. 
Desde el principio, Nick (Paul Lukas) causa una extraña impresión en el psiquiatra y el matrimonio le parece en un extraño estado de confusión. El hombre dominante no trata a Allida como un marido amoroso trataría a su esposa, sino más bien como si fuera una loca, como Nick quiere hacerle creer a Bailey un poco más tarde durante una nueva visita a Hunt. Para respaldar su insinuación, Nick Bederaux informa sobre todo tipo de comportamientos extraños por parte de Allida. El marido controlador intenta apartar a su esposa del mundo exterior. Cuando el joven poeta Alec Gregory le hace una declaración secreta de amor a Allida, su marido Nick literalmente se asusta. Allida, por otro lado, le da a Hunt la impresión de ser frágil pero no perturbada. Su marido, en cambio, le dice el psiquiatra a Clag, le parece algo más que extraño. Cuando Bailey regresa a su habitación de hotel, la carpeta que Clarissa le había dado ha desaparecido. También suceden cosas extrañas durante la siguiente visita a la casa Bederaux. Obviamente, Nick manipula a su esposa para hacerla parecer loca y asusta a su hijo con historias aterradoras sobre brujas, que a su vez reflejan mal a Allida.
Un día Alex Gregory es atropellado en la calle. Poco después, mientras Nick está fuera de casa, Bailey recibe una llamada telefónica de Allida, quien quiere verlo. Ella le explica, entre otras cosas, que el nombre Alec para su hijo fue idea de su marido, no de ella, porque el autor que la adoraba y ahora ha sido asesinado podría haber sido su amante. Bailey comienza a preocuparse seriamente por la vida de Allida. Está seguro de que sólo Nick Bederaux podría haber asesinado a las dos personas y está tramando un plan pérfido. Allida le informa a Bailey que su marido se ha embarcado en un barco con destino a Boston. Dejó una nota diciendo que quería suicidarse. Sólo él, el psiquiatra, podía ayudarle ahora. Hunt acompaña a Allida a su casa cuando escucha a su hijo llorar en su habitación. Cuando Bailey quiere informar a Clag por teléfono sobre la situación actual. Nick, disfrazado de sirviente de su casa, sale de las sombras, confiesa ambos asesinatos con revólver en mano y dice que abrió la llave del gas para matar su esposa e hijo. Bailey logra dominar brevemente a Nick y corre escaleras arriba para salvar a Allida, de quien se ha enamorado, y a su hijo. Nick recobra la consciencia y se produce un reñida pelea entre los dos hombres. Varios acuarios se rompen, lo que provoca que masas de agua inunden las habitaciones. Finalmente, una explosión hace que toda la casa se queme. Nick muere. Huntington Bailey se lleva a su nuevo amor y a su hijo para formar una nueva familia.

## Elenco
- Hedy Lamarr como Allida Bederaux
- George Brent como el Dr. Huntington Bailey
- Paul Lukas como Nick Bederaux
- Albert Dekker como Clag, escultor
- Carl Esmond como Maitland, pintor
- Olive Blakeney como Cissie Bederaux
- George N. Neise como Alec Gregory, escritor
- Margaret Wycherly como Maggie
- Stephanie Bachelor como Elaine
- Mary Servoss como Miss Wilson
- Julia Dean como Deria
- Sam McDaniel como el guarda del tren
- William Post Jr. como fiscal de distrito
- Bill Ward como el joven Alec Bederaux (hijo de Nick y Allida)

## Producción
Las fechas de producción de la película fueron del 12 de julio a principios de octubre de 1944.
Según las noticias de preproducción de The Hollywood Reporter, esta película originalmente iba a ser producida por David Hempstead y la estrella Cary Grant. Después de que Hempstead rescindió su contrato con RKO, Grant abandonó el proyecto y se asignó a Robert Fellows para producirlo. Gregory Peck estaba entonces programado para protagonizar el papel principal masculino, pero un compromiso previo con las producciones de David O. Selznick lo obligó a retirarse.
Las estructuras de la película, que fueron nominadas al Oscar, fueron diseñadas por Albert S. D'Agostino y Jack Okey, y el equipamiento por Darrell Silvera y Claude E. Carpenter.
Para crear la secuencia de la tormenta de nieve, el estudio utilizó 100 toneladas de hielo y seis máquinas de viento.

## Adaptaciones de radio
Experiment Perilous se presentó en Screen Guild Players el 12 de octubre de 1946. Brent repitió su papel en la pantalla y Joan Bennett y Adolphe Menjou coprotagonizaron.  George Brent repitió su papel en una transmisión del Lux Radio Theatre el 10 de septiembre de 1945, coprotagonizada por Virginia Bruce.

## Cultura moderna
Estrenadas el mismo año que la más famosa Gaslight (1944), ambas películas comparten el tema de un marido dominante que manipula la realidad de su esposa a través de diversas formas de acoso, banderas falsas y crueldad. En ambas películas, la heroína es amonestada por el marido por sufrir delirios hasta que es rescatada por un pretendiente preocupado. Esta forma de abuso psicológico acabó conociéndose como Gaslighting, un homenaje a esta última película.

## Recepción
- Raphaëlle Pireyre comentó en Critikat que: "Tras el éxito de sus películas de terror producidas por Val Lewton, la RKO confiaba mucho en Jacques Tourneur ofreciéndole el presupuesto más suntuoso del año 1944 para Angoisse [título en francés], con doce semanas de rodaje (mientras que La Féline, en comparación, se rodó en sólo veintitrés días). Tourneur transpone sus conocicimientos del cine fantástico para dar una atmósfera inquietante a este drama familiar. La monstruosidad no es nada fabulosa aquí, sino que anida en los corazones de los hombres, y es un médico el que se ve obligado a investigar para sondear los misterios del alma humana." [4]
- El Lexikon des internationalen Films dijo que se trata de: “Un melodrama oscuro, sutil y ambiguamente escenificado al estilo del cine negro.“ [5]
- Dennis Schwarz considera que "El melodrama psicológico de Tourneur es una obra menor que está llena de caracterizaciones freudianas y un sentido de misterio anticuado, que explota bastante bien a través de su ritmo deliberado, su actuación aguda (podría ser el mejor papel de Hedy) y su entrega del suspenso requerido. Lo que le falta es una sensación de frescura, ya que la trama formulada parece algo anticuado." [6]